# Gérard Debreu

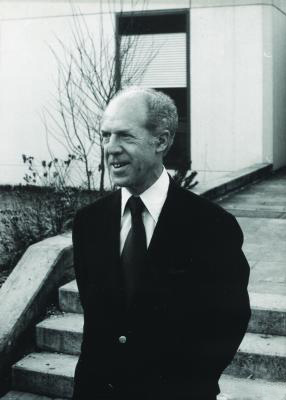
Gérard Debreu (1977)

Gérard Debreu (* 4. Juli 1921 in Calais, Frankreich; † 31. Dezember 2004 in Paris) war ein französisch-amerikanischer Wirtschaftswissenschaftler und Träger des Alfred-Nobel-Gedächtnispreis für Wirtschaftswissenschaften von 1983.

## Werdegang
Kurz vor Beginn des Zweiten Weltkriegs beendete er das College, aber anstatt an die Universität zu wechseln, nahm er an einem improvisierten mathematischen Curriculum in Ambert teil. Später zog er nach Grenoble und wurde 1941 an der École normale supérieure angenommen. Kurz vor seinem Abschluss trat er 1944 nach dem D-Day freiwillig in die französische Armee ein. Er wurde in Algerien ausgebildet und diente danach bis Juli 1945 bei den französischen Besatzungstruppen in Deutschland.
Schließlich graduierte er Ende 1945 und interessierte sich zunehmend für Ökonomie, im Besonderen für die Allgemeine Gleichgewichtstheorie Léon Walras’. Er wurde Assistent am Centre national de la recherche scientifique und erhielt ein Rockefeller-Stipendium, das es ihm ermöglichte, mehrere amerikanische Universitäten zu besuchen, ebenso wie jene von Uppsala und Oslo in den Jahren 1949 und 1950. Nachdem er von der Universität von Chicago ein Angebot bekommen hatte, dort als Forschungsmitarbeiter zu arbeiten, trat er diese Stelle im Sommer 1950 an. Dort blieb er, abgesehen von kurzen Aufenthalten in Paris, für fünf Jahre. 1955 zog es ihn an die Yale University, wo er 1959 seine erste Monographie Theory of Value publizierte. 1960 bis 1961 arbeitete er an der Stanford University, ab 1962 an der Berkeley-Universität, wo er als emeritierter Professor der Ökonomie und Mathematik einen Lehrstuhl innehatte. Während der späten 1960er und 1970er Jahre besuchte er die Universitäten von Leiden, Cambridge, Bonn und Paris.
Im Jahr 1990 stand Debreu der American Economic Association als gewählter Präsident vor.

## Forschung
1954 veröffentlichte er gemeinsam mit Kenneth Arrow den weitbeachteten Aufsatz Existence of an Equilibrium for a Competitive Economy in der Fachzeitschrift Econometrica, auf welchen das Arrow-Debreu-Gleichgewichtsmodell zurückgeht. Seine späteren Arbeiten behandelten hauptsächlich differenzierbare Nutzenfunktionen und minimal-konkave Nutzenfunktionen.
Mit Hugo F. Sonnenschein und Rolf Mantel legte er Anfang der 1970er Jahre die Grundlage für das Sonnenschein-Mantel-Debreu-Theorem.
1983 erhielt er den Alfred-Nobel-Gedächtnispreis für Wirtschaftswissenschaften für seine Leistungen auf dem Gebiet der allgemeinen Gleichgewichtstheorie. 1976 wurde ihm der französische Orden Légion d’honneur verliehen. 1974 hielt er einen Plenarvortrag auf dem ICM in Vancouver (Four Aspects of the Mathematical Theory of Equilibrium). 1970 wurde er in die American Academy of Arts and Sciences gewählt, 1977 in die National Academy of Sciences und 1984 in die American Philosophical Society.